# Sojuz 7K-L1 No.5L
Sojuz 7K-L1 No.5L, o Zond 1967B, era un veicolo spaziale sovietico lanciato nel 1967 come parte del programma Zond. Era un veicolo spaziale Sojuz 7K-L1 da 5.390 chilogrammi. Era destinato a eseguire una traiettoria circumlunare della Luna prima di tornare sulla Terra per l'atterraggio, ma non è riuscito a raggiungere l'orbita terrestre.
Sojuz 7K-L1 No.5L è stato lanciato alle 19:07:59 UTC del 22 novembre 1967 su un razzo vettore Proton-K 8K78K con uno stadio superiore Blok D, volando dal sito 81/24 al cosmodromo di Baikonur. Uno dei motori del secondo stadio del razzo non si è acceso, il che ha causato l'interruzione del lancio e la separazione del veicolo spaziale per mezzo del suo launch escape system. Il modulo di discesa è sceso per 285 chilometri. I suoi motori di atterraggio si accesero in anticipo con conseguente atterraggio più duro del previsto e il veicolo spaziale è stato successivamente trascinato per 550 metri dal suo paracadute. Successivamente è stato raccolto da un elicottero Mil Mi-4. Prima del rilascio di informazioni sulla sua missione, la NASA ha identificato correttamente che era stato un test di un veicolo spaziale destinato ai voli lunari con equipaggio. Tuttavia, non erano sicuri se fosse destinato a raggiungere la Luna stessa.